# Campionati del mondo di ciclismo su pista 2019 - Inseguimento individuale maschile
La gara di inseguimento individuale maschile ai Campionati del mondo di ciclismo su pista 2019 si è svolta il 1º marzo 2019.

## Podio
| Pos.    | Atleta            | Nazionalità |
| ------- | ----------------- | ----------- |
| Oro     | Filippo Ganna     | Italia      |
| Argento | Domenic Weinstein | Germania    |
| Bronzo  | Davide Plebani    | Italia      |

## Risultati

### Qualificazioni
I migliori 2 tempi si qualificano alla finale per l'oro, il terzo e quarto tempo alla finale per il bronzo
| Posizione | Atleta              | Nazione       | Tempo    | Gap     | Note |
| --------- | ------------------- | ------------- | -------- | ------- | ---- |
| 1         | Filippo Ganna       | Italia        | 4:07.456 |         | Q    |
| 2         | Domenic Weinstein   | Germania      | 4:09.091 | +1.635  | Q    |
| 3         | Davide Plebani      | Italia        | 4:11.764 | +4.308  | q    |
| 4         | Aleksandr Evtušenko | Russia        | 4:11.957 | +4.501  | q    |
| 5         | Ashton Lambie       | Stati Uniti   | 4:12.886 | +5.430  |      |
| 6         | Ivo Oliveira        | Portogallo    | 4:14.127 | +6.671  |      |
| 7         | John Archibald      | Gran Bretagna | 4:14.730 | +7.274  |      |
| 8         | Claudio Imhof       | Svizzera      | 4:16.583 | +9.127  |      |
| 9         | Stefan Bissegger    | Svizzera      | 4:17.265 | +9.809  |      |
| 10        | Leon Rohde          | Germania      | 4:19.838 | +12.382 |      |
| 11        | Felix Groß          | Germania      | 4:19.937 | +12.481 |      |
| 12        | Mikhail Shemetau    | Bielorussia   | 4:20.346 | +12.890 |      |
| 13        | Adrian Kaiser       | Polonia       | 4:20.523 | +13.067 |      |
| 14        | Gavin Hoover        | Stati Uniti   | 4:21.596 | +14.140 |      |
| 15        | Clément Davy        | Francia       | 4:24.362 | +16.906 |      |
| 16        | Alexander Porter    | Australia     | 4:25.562 | +18.106 |      |
| 17        | Im Jae-yeon         | Corea del Sud | 4:30.256 | +22.800 |      |
| 18        | Nicolas Pietrula    | Rep. Ceca     | 4:31.977 | +24.521 |      |
| 19        | Alisher Zhumakan    | Kazakistan    | 4:32.462 | +25.006 |      |
| 20        | Li Wen-chao         | Taipei cinese | 4:34.730 | +27.274 |      |
| 21        | Min Kyeong-ho       | Corea del Sud | 4:34.874 | +27.418 |      |
| 22        | Yuttana Mano        | Thailandia    | 4:38.046 | +30.590 |      |
| 23        | Ko Siu Wai          | Hong Kong     | 4:38.820 | +31.364 |      |

### Finali
| Posizione            | Atleta              | Nazione  | Tempo    | Gap    |
| -------------------- | ------------------- | -------- | -------- | ------ |
| Finale per l'Oro     |                     |          |          |        |
| 1                    | Filippo Ganna       | Italia   | 4:07.992 |        |
| 2                    | Domenic Weinstein   | Germania | 4:12.571 | +4.579 |
| Finale per il Bronzo |                     |          |          |        |
| 3                    | Davide Plebani      | Italia   | 4:14.572 |        |
| 4                    | Aleksandr Evtušenko | Russia   | 4:16.784 | +2.212 |